# Manuel Sanjuliàn
Manuel Sanjuliàn de son vrai nom Manuel Pérez Clemente (Barcelone 1941), est un peintre et illustrateur espagnol, qui s'est spécialisé dans l'heroic fantasy.

## Biographie
Passionné par le cinéma américain, Sanjulian commence à dessiner en s'inspirant des affiches des films publiées dans les journaux. Après avoir  démarché les studios et fait quelques affiches, il envisage de s'engager dans la marine. Sur les conseils d'un restaurateur de tableaux il s'inscrit  à l'école nationale des Beaux Arts “San Jordi” de Barcelone.
Ayant fait de la publicité pour les studios tel la Fox, il poursuit sa carrière en réalisant des bandes dessinées. C'est en faisant les couvertures pour ces magazines qu'il trouve sa vocation et se fait connaitre en illustrant les couvertures pour DC Comics, Vampirella, Creepy, Eerie, et à la suite de Frank Frazetta, dont il s'est souvent inspiré, les couvertures de la série Conan le barbare. Il continue sa carrière en illustrant les couvertures des romans historique pour Dell Publishing.

## Récompense
- 1984 :  Prix Caran-d'Ache de l'illustrateur étranger, pour l'ensemble de sonœuvre